# 棟仁的時光
《棟仁的時光》，（英語：Stealing Seconds）香港電視廣播有限公司拍攝製作的現代穿越科幻愛情喜劇電視劇；由袁偉豪、唐詩詠及朱晨麗領銜主演，並由胡鴻鈞、黃長興、鄭敬基、賴慰玲及張國強聯合演出，編審翁善瑩，監製葉鎮輝。
故事以主角擁有令時間停頓並偷取他人時間的超能力作背景，帶出要珍惜時間及眼前人的道理。
此劇為2018無綫節目巡禮13部劇集之一及2018香港國際影視展17部推介劇集之一。

## 劇集特色
「是誰偷走了我的時間！」這正是繁忙都市人常有的感嘆！劇集以時間與生命交織作為題材，透過角色意想不到的奇遇，程敏琦與男主角曾棟仁（袁偉豪飾）生死糾纏的宿命，打造出奇幻浪漫的風格。 曾棟仁是一位營營役役的打工仔，他每天的時間彷彿被工作偷光，就在他罕有能準時放工的一天，竟然因為趕回家而差點猝死，幸得休班救護員程敏琦替他人工呼吸急救，才撿回一命。自此，曾棟仁發現自己擁有異於常人的能力，就是要透過偷取別人的時間來延續性命。徘徊在生死邊緣的棟仁痛定思痛，在親情、友情、工作方面形勢大逆轉，唯獨自己背負着續命的包袱，令他跟程敏琦相愛卻不能愛，加上跟曾棟仁有着不解淵源的莫熙蓮介入，程敏琦和曾棟仁又能否留住動人的時光？

## 演員表

### 消防處救護人員
| 演員   | 角色   | 暱稱／關係 |
| 煒 烈  | 駱俊輝 | 輝Sir、輝哥 51歲 隊目 程敏琦、史偉臣、林少傑、鄭子泰、George之上司 |
| 唐詩詠 | 程敏琦 | 契媽、Kris 程耀東、尤美芬之女 駱俊輝之下屬 史偉臣、林少傑、鄭子泰、George之同事 周德琛之未婚妻，後因被曾棟仁偷取時間而令她失婚約，後與其分手 曾棟仁之女友 莫熙蓮之情敵，並被她憎恨 針對羅瑞楠，後和好 愛數燈 於第18集得知光酥伯伯是周德琛並誤會曾棟仁偷取其的時間而討厭其 於第19集被莫熙蓮以偷取時間殺害未逐 於第20集本來被車撞死，後來因為莫熙蓮犧牲自己，利用自己餘下的時間祈求眾人將多了的一秒給予兩人，及在閏秒時親吻兩人，讓她復活 |
| 張彥博 | 史偉臣 | 阿臣、死神 29歲 由於其接手的絕大部分個案都是到達前死亡（DBA），而被同事稱為死神 駱俊輝之下屬 程敏琦、林少傑、鄭子泰、George之同事 於第4集登場 |
| 崔錦棠 | 林少傑 | 駱俊輝之下屬 程敏琦、史偉臣、鄭子泰、George之同事 於第19集參加三項鐵人比賽 |
| 袁鎮業 | 鄭子泰 | Teddy 駱俊輝之下屬 程敏琦、史偉臣、林少傑、George之同事 |
| 吳展驊 | George | 駱俊輝之下屬 程敏琦、史偉臣、林少傑、鄭子泰之同事 |

### 「隨你想活動策劃及製作公司」
| 演員   | 角色   | 暱稱／關係 |
| 黃子雄 | 蘇望天 | Solar 活動策劃及製作公司老闆 曾棟仁、鍾尚姿之上司 視鍾尚姿為公司得力員工 |
| 文雅   | 葉雅詩 | 阿詩 活動策劃及製作公司秘書 曾被曾棟仁偷時間 |
| 沈可欣 | 孫秀萍 | Da姐 活動策劃及製作公司秘書 |
| 袁偉豪 | 曾棟仁 | 棟仁、棟仁哥哥（莫熙蓮專用） 活動策劃及製作公司監製→辭職→以自由工作者身份協助公司→正式辭職 31歲 丘茵茵、張潮岸、徐飛毅之同事兼好友 羅瑞楠之好友 周德琛之舊同學兼好友 蘇望天之下屬 擁有能透過與別人的親吻令時間停頓並偷取他人的時間及記憶之技能，親吻別人一秒令其性命延長一天，因此時間為其生存能量，若不偷取他人的時間便會死亡 於第1集（1987年）出生時失去呼吸及心跳，後因母親成之美祈求眾人將多了的一秒（閏秒）給予他，而奇跡生還，30年後因用完時間而再度俳佪生死之間，最後因程敏琦人工呼吸自己時偷取其時間而生還 於第20集告知丘茵茵、張潮岸及徐飛毅其擁有透過親吻偷取別人時間和想法的能力，及他必須偷取他人時間才能續命 於第20集見到程敏琦被車撞死後，因為時日無多，接近她後捉住她的手，來不及親吻她後就便死亡，但因莫熙蓮決定犧牲自己，將她剩下的時間及祈求眾人將多了的一秒給予兩人，並於閏秒時親吻兩人，讓曾棟仁復活及令其以後不用再偷時間續命 |
| 黃長興 | 張潮岸 | 戇爸、潮州佬、Honest 活動策劃及製作公司助理監製→暫代「活動策劃及製作公司監製」→活動策劃及製作公司助理監製（鍾尚芝下屬） 33歲 潮州人 曾棟仁、徐飛毅之好友 張意珊之父 Zoey之丈夫 多個月前發現妻子與空少偷情，而與其吵架，但因為不想令女兒傷心一直隱瞞此事及拒絕離婚 其一直對所有人隱瞞此事，但最後被徐飛毅及曾棟仁揭穿，並鼓勵其向妻子對質，令其最後決定與妻子離婚 暗戀鍾尚姿，後為其男友 |
| 賴慰玲 | 丘茵茵 | 阿Yan 活動策劃及製作公司製作助理 26歲 曾棟仁之下屬及好友 憎恨鍾尚姿，后和好 張潮岸、徐飛毅之同事及好友 狄倫之鬥氣冤家，與其有感情線，後為其女友 |
| 趙希洛 | 鍾尚姿 | Emma、阿嫲 活動策劃及製作公司監製 34歲 父母早逝 鍾尚正之姊，與其相依為命 蘇望天之下屬 徐飛毅之上司 針對及欺壓曾棟仁及其下屬 被丘茵茵憎恨，后和好 為了改善自己及其弟之生活及方便接洽大生意而假扮有錢人 麥公子之女友，後分手 被張潮岸暗戀，後為其女友 |
| 林子善 | 徐飛毅 | 飛蟻 36歲 活動策劃及製作公司助理監製→活動策劃及製作公司監製 鍾尚姿之前下屬，後為同級 曾棟仁、張潮岸之好友 丘茵茵之同事，後為其上司 發現鍾尚正是鍾尚姿之親弟 曾被曾棟仁及莫熙蓮偷時間 於第15集告訴曾棟仁原來莫熙蓮在英國曾經傷人 |
| 郭子豪 | 狄 倫  | Alan 活動策劃及製作公司製作助理 29歲 鍾尚姿之下屬，並崇拜其 丘茵茵之鬥氣冤家，與其有感情線，後為其男友 |
| 黃毅進 | 李忠誠 | 活動策劃及製作公司員工 鍾尚姿之下屬 |

### 「偷時間咖啡店」
| 演員           | 角色   | 暱稱／關係 |
| 楊潮凱（青年） | 周德琛 | Sam 咖啡店老闆／咖啡師 33歲 程敏琦之前未婚夫 曾棟仁之中學同學兼好友 體魄非常好，曾經與曾棟仁一同參加三項鐵人比賽，在對方受傷後以「完成就是勝利」鼓勵其繼續完成比賽 前會計師，曾因欠債已被迫協助祝生豪造假帳 於程敏琦失婚約後失蹤，最後被莫熙蓮假扮其向對方提出分手 曾被莫熙蓮偷取時間及其記憶，期間因意外漏電而被電暈；由於被電擊時被親吻，其時間會比正常流失得更快，所以即使其被莫熙蓮親吻的時間短，仍令自己迅速變老 |
| 鄭敬基（老年） | 周德琛 | 光酥伯伯、伯伯 拾荒老人 67歲 真實身份為周德琛 被莫熙蓮偷取其數十年時間而變老 患有認知障礙症，故一直記不起自己的真正身份 於第3集登場 於第16集被曾棟仁懷疑其為第二個具偷時間能力的人 於第18集開始記起所有事及向程敏琦坦白自己是周德琛；同集誤會是曾棟仁偷取其的時間而憎恨其，後因被莫熙蓮利用而假裝原諒曾棟仁 於第19集被羅瑞楠在曾棟仁口中得知，自己其實是周德琛 於第19集親眼目睹曾棟仁奮力代替自己參加三項鐵人比賽而真的原諒他 於第19集得知真正偷走自己時間的人是莫熙蓮 於第20集決定與程敏琦分手，並決心在以後日子專注經營咖啡店                               |
| 胡鴻鈞         | 羅瑞楠 | GG 咖啡店合伙人／咖啡師／資優生／發明家／廢青 28歲 原名：羅永漢 周德琛之合作伙伴及朋友 曾棟仁之好友 被程敏琦針對，後和好 被江雪凝針對，後被其暗戀及成為其男友 鍾尚正之師傅 曾被曾棟仁偷取時間 曾在網上辦眾籌（一共籌得數百萬元）以協助其研發咖啡機，但由於一直未有製成品而懷疑其是騙子，於第17集因此而被警察以其涉嫌詐騙罪拘捕 於第18集講述其當時是因為被其拍檔偷去眾籌得來的研究資金而無法繼續完成設計 於第18集得到江雪凝的幫助後脱罪並重新研發咖啡機 於第19集得知光酥伯伯是周德琛，並知道曾棟仁有偷取其時間的能力及偷走周德琛之時間的人是莫熙蓮 於第3集登場 |
| 李日昇         | 鍾尚正 | 阿正 患有自閉症 患有夢遊症 父母早逝 鍾尚姿之弟，與其相依為命 羅瑞楠之徒弟 曾被曾棟仁偷取時間 於第15集在夢遊時誤走出馬路而被車撞倒後昏迷，於第16集甦醒 |
| 莫家淦         | 添     | 咖啡師，後因為他一邊沖咖啡一邊食雪糕時，不小心滴了一滴雪糕落咖啡內，被咖啡店合伙人羅瑞楠發現，所以被其解僱（第7-8集） |
| 張詩欣         | 穎     | Wing 侍應 |
| 沈愛琳         | 莉     | Emily 侍應 |

### 「Poleland  Studio 鋼管舞室」
| 演員   | 角色   | 暱稱／關係 |
| 朱晨麗 | 莫熙蓮 | Haley，布甸妹（曾棟仁專用） 本劇終極大反派，後悔改 鋼管舞室創辦人 鋼管舞女 31歲 暗戀曾棟仁 程敏琦之情敵，並憎恨她，後因憶起對方曾奮不顧身拯救自己而消除對其的恨意 擁有能透過與別人的親吻令時間停頓並偷取他人的時間及記憶之技能，其親吻別人一秒其性命會延長一日，因此時間為其生存能量，若不偷取他人的時間便會死亡 曾使用電擊槍將目標電暈再親吻其來偷走對方時間 于第4集登场 於第17集被曾棟仁得知自己擁有偷時間的能力，並與曾棟仁合作偷取壞人的時間 於第18集向曾棟仁承認其曾偷周德琛時間而令對方變老，及曾偷用其手機假扮周德琛向程敏琦提出分手 於第19集利用周德琛，謊稱能令程敏琦與其復合，實為企圖令程敏琦變老，但後被對方揭穿並記起是其偷走他的時間 於第19集企圖殺害程敏琦未遂 於第20集告知程敏琦她已放下曾棟仁，並告知對方曾棟仁偷時間的能力根本沒有變弱 於第20集目睹程敏琦和曾棟仁接近死亡的同時，她決定痛改前非，決定犧牲自己並將她剩餘的時間及祈求眾人將多了的一秒給予二人及在閏秒親吻他們，令他們復活，而她在二人復活之同一時間死亡 |
| 陳靖雲 |        | 鋼管舞室職員 莫熙蓮之學生（第5、7-8集） |
| 楊家寶 |        | 鋼管舞室職員 莫熙蓮之學生（第5、7-8集） |
| 周麗欣 |        | 鋼管舞學生（第5、9、14集） |
| 劉溫馨 |        | 鋼管舞學生（第5、9、14集） |
| 陳婉衡 |        | 鋼管舞學生（第5集） |
| 吳綺珊 |        | 鋼管舞學生（第13集） |

### 曾家
| 演員   | 角色   | 暱稱／關係 |
| 張國強 | 曾守日 | 鐘錶師傅 49歲 成之美之夫 曾棟仁之父，與其相依為命，但關係不和，後和好 被曾棟仁痛恨其當年竟為修理手錶而不去見將過世的妻子最後一面 於第16集曾棟仁得知其當年沒見母親最後一面之真正原因後冰釋前嫌及和好 於第20集由程敏琦口中得知曾棟仁需透過親吻偷取別人時間續命後打算親吻其為其續命，但遭其拒絕 於第20集曾棟仁為了其能繼續做其最喜歡的維修鐘錶之工作，而特別在「偷時間咖啡店」內開設鐘錶保養工作坊 |
| 林淑敏 | 成之美 | Auntie May（莫熙蓮專用） 36歲 曾守日之亡妻 曾棟仁之亡母 於第1集（1987年）誕下曾棟仁 曾棟仁出生後心跳呼吸停頓，其祈求眾人將多了的一秒（閏秒）給予她兒子，令奇蹟出現，使其子有回呼吸 在曾棟仁十歲時（1997年）因胃癌病逝 |
| 袁偉豪 | 曾棟仁 | 活動策劃及製作公司監製，後辭職 31歲 曾守日之子，與其相依為命，但關係不和，後和好 成之美之子 程敏琦之男友 莫熙蓮之好友兼暗戀對象 剛出生時幾乎夭折 擁有能透過與別人的親吻令時間停頓並偷取他人的時間及記憶之能力，時間為其生存能量，若不偷取他人的時間便會死亡 不滿父親當年只顧着修理手錶而未有趕到醫院見將過世的母親最後一面 於第16集尋回當年其與母親一同埋下的時間囊及得悉其父當年沒前往見其母最後一面之真正原因後與父親冰釋前嫌及和好 於第17集得知莫熙蓮也擁有偷取時間的事 於第18集被周德琛及程敏琦誤會其偷走周德琛的時間而令其變老 於第19集被羅瑞楠得知其有偷走他人時間之能力 於第19集代替周德琛參加三項鐵人，最終感動對方令其真正原諒自己及被對方知道真正偷走其時間的人是莫熙蓮 於第20集因不想程敏琦為自己而放棄救護工作而向其謊稱自己偷時間能力減弱，但遭莫熙蓮揭穿及被對方將此事告知程敏琦 參見「隨你想活動策劃及製作公司」 |

### 其他演員
| 演員           | 角色             | 暱稱／關係 |
| 王歌慧         | 江雪凝           | Viola 實習律師 29歲 江膽之女，前期为避免让曾栋仁，程敏琦和罗瑞楠等人知道她和江膽的真实身份，因此谎称她是江膽的律师，后于第11集因祝生豪和其手下来偷时间咖啡室找周德琛和捣乱，赶他们走后而承认 程敏琦之好友 針對羅瑞楠，後暗戀其及成為其女友 於第17集與曾棟仁在山上找到由羅瑞楠設計的咖啡機初型及設計圖 於第18集協助羅瑞楠脫罪後並令其重新研發咖啡機 |
| 顧冠忠         | 江 膽            | 攞膽哥 黑社會老大 51歲 江雪凝之父 譚七之老大，後因其將新地盤交給譚七之手下元寶打理而被對方憎恨 祝生豪之死敵 於第17集被祝生豪斬傷昏迷入院，更差點遭譚七打毒針殺害，幸得曾棟仁及莫熙年及時阻止，於第18集甦醒 |
| 許家傑（青年） | 譚 七            | 頭七哥、頭七、七哥 本劇大反派 32歲 小混混 調戲莫熙蓮 曾三次被曾棟仁偷時間 江膽之頭馬 於第4集登場 於第17集因不滿江膽將新地盤交給其手下打理而一怒之下企圖將其殺死，但被曾棟仁親吻同時被電擊而變成67歲老伯 第20集遇上車禍受傷，在處理傷口後立即與曾棟仁合力拯救因交通意外而被困保姆車中的司機及學童，最終令車上所有人安全脫險                         |
| 陳榮峻（老年） | 譚 七            | 頭七哥、頭七、七哥 本劇大反派 32歲 小混混 調戲莫熙蓮 曾三次被曾棟仁偷時間 江膽之頭馬 於第4集登場 於第17集因不滿江膽將新地盤交給其手下打理而一怒之下企圖將其殺死，但被曾棟仁親吻同時被電擊而變成67歲老伯 第20集遇上車禍受傷，在處理傷口後立即與曾棟仁合力拯救因交通意外而被困保姆車中的司機及學童，最終令車上所有人安全脫險                         |
| 張本立         | 程耀東           | 尤美芬之前夫 程敏琦之父 |
| 祝文君         | 尤美芬           | 45歲 程耀東之前妻 程敏琦之母 |
| 唐嘉麟         | 高兆基           | 31歲 藝術家 陶佳、烈水之好兄弟 曾被曾棟仁偷取時間 鍾情程敏琦 賞識羅瑞楠 曾棟仁之朋友 |
| 方紹聰         | 陶 佳            | 30歲 陶藝藝術家 高兆基、烈水之好兄弟 鍾情程敏琦 賞識羅瑞楠 曾棟仁之朋友 |
| 李啟傑         | 烈 水            | 33歲 攝影藝術家 高兆基、陶佳之好兄弟 鍾情程敏琦 賞識羅瑞楠 曾棟仁之朋友 |
| 鄭家生         | 祝生豪           | 生蠔 黑社會老大 江膽之死敵 被曾棟仁偷取時間而昏迷 |
| 容天佑         | 蠟 燭            | 古惑仔 譚七之手下 |
| 黃榮燊         | 大 香            | 古惑仔 譚七之手下 |
| 丘梓謙         | 元 寶            | 古惑仔 譚七之手下 |
| 衛志豪         | 魚               | 古惑仔 江膽之手下 （第9、10、17集） |
| 王致狄         | 蝦               | 古惑仔 江膽之手下 （第9、10、17集） |
| 姚浩政         | 蟹               | 古惑仔 江膽之手下 （第9、10、17集） |
| 楊證樺         | 檸               | 祝生豪之手下 |
| 鄭嘉豪         |                  | 祝生豪之手下 |
| 葉家泓         |                  | 祝生豪之手下 |
| 盧偉文         |                  | 祝生豪之手下 |
| 曾琬莎         |                  | 護士（第1集） |
| 林希靈         |                  | 主播（第1集） |
| 秦啟維         | 麥公子           | 「隨你想」客戶 針對曾棟仁 曾被曾棟仁偷取時間 曾企圖誘騙鍾尚姿與自己上床 為人無情無義，認為自己是世界中心，多情下流、為了自己的利益不理會任何人的死活 結尾成為鍾尚姿之男友，最終分手 |
| 李 楓          |                  | 麵店老闆 （第2、17集） |
| 曾海昌         |                  | 伴郎（第2集） |
| 曾海昌         | 救生員（第17集） | |
| 朱斐斐         |                  | 伴娘（第2集） |
| 曹思詩         |                  | 伴娘（第2集） |
| 王鎮泉         |                  | 急症室醫生（第2集） |
| 潘梓鋒         |                  | 病房醫生（第2集） |
| 何沛霖         |                  | 攝影師（第2集） |
| 黃愷怡         |                  | 便衣警員（第3集） |
| 余應彤         |                  | 便衣警員（第3集） |
| 陳勉良         |                  | 露宿者（第4集） |
| 李海生         | 陳 伯            | （第4集） |
| 容羨媛         |                  | 旅行社職員（第4集） |
| 彭紀諺         |                  | 酒吧酒保（第4集） |
| 范仲恒         |                  | 搬運工人（第5集） |
| 林宥喬         |                  | 鋼管舞室開幕禮之觀眾（第5集） |
| 關梓陽         |                  | 鋼管舞室開幕禮之觀眾（第5集） |
| 李漫芬         | Ivy Lam          | 「隨你想」客戶（第5集） |
| 周梓盈         |                  | 老師（第6集） |
| 趙樂賢         | 陳 炳            | （第6-7集） |
| 關偉倫         | 老 伯            | （第6集） |
| 徐玟晴         |                  | 老伯女兒（第6集） |
| 韓毓霞         | 娟               | 曾守日之街坊及好友 發生意外斷手指受傷，後康復 （第6-7、12、14集） |
| 莫偉文         | 張 伯            | 坤之父（第7集） |
| 繆家慶         | 坤               | 昏迷病人 張伯之子 被曾棟仁偷取時間（第7集） |
| 招浩明         |                  | 裝修師傅（第7集） |
| 彭紀諺         | 詹家強           | 酒保（第8集） |
| 楊可瑩         | 張意珊           | 珊珊 張潮岸、Zoey之女 第9集） |
| 余子明         | 盲曹叔           | 曹爺 黑社會之叔父輩 被莫熙蓮識穿其扮盲 祝生豪及江膽之巴結對象 （第9集） |
| 魏惠文         |                  | 酒樓舊部長（第9集） |
| 關浩揚         |                  | 酒樓新部長（第9集） |
| 謝芷倫         | Zoey             | 空中服務員 張潮岸之妻 張意珊之母 背夫與空少偷情（第10集） |
| 鄧永健         |                  | 空少 Zoey之情夫（第10集） |
| 謝可逸         |                  | 古惑仔（第10集） |
| 陳家良         |                  | 古惑仔（第10集） |
| 章志文         |                  | 保險經紀（第10集） |
| 邵卓堯         | 財 哥            | 私營骨灰龕場老闆／吸毒者／小偷 欲收留和聘用光酥伯伯，但被管理員發以巡查為由威迫就範 因毒癮發作而曾多次偷竊 （第11、13 - 14，18集） |
| 張漢斌         | 發               | 馬友工業大廈第一期管理處人員 因經常歧視光酥伯伯而被曾棟仁脫光衣服以示教訓 （第11、12、14集） |
| 李旻芳         | 晴               | 記者 因感情及工作問題而企跳，最後獲曾棟仁和程敏琦開解後放棄自殺念頭（第11集） |
| 張明偉         | 錦               | 晴之男朋友 與晴於升降機門前吵架和提出分手（第11集） |
| 吳展驊         |                  | B隊隊員（第12集） |
| 尹詩沛         | Queen            | 鍾尚姿之客戶 健身公司老闆 與徐飛毅達成交易，以生意換取其夫出軌地點的消息 （第12、20集） |
| 趙璧渝         |                  | 小三 與Queen丈夫在酒店偷情 （第12集） |
| 黃文迪         |                  | Queen之夫 因徐飛毅向Queen告密而被她揭發姦情 （第12集） |
| 伍禮騫         |                  | 貴客（第12集） |
| 梁裕恆         |                  | 貴客（第12集） |
| 劉嘉琪         |                  | 貴客（第12集） |
| 楊嘉欣         |                  | 貴客（第12集） |
| 姚宏遠         |                  | 貴客（第12集） |
| 鄧英敏         |                  | 律師 江雪凝之師父（第13、17集） |
| 黎振燁         | Billy            | 莫熙蓮之前夫 將她財產據為己有和經常拈花惹草 （第14、17集） |
| 蔡康年         | 曹 總            | （第15集） |
| 黃梓瑋         |                  | 護士（第15集） |
| 胡 㻗          |                  | 莫熙蓮在英國時的初戀男朋友 （第17集） |
| 麥凱程         |                  | 救生員（第17集） |
| 馬俊傑         |                  | 男拍檔 與羅瑞楠合作研發咖啡機，後私自取走眾籌資金而令對方製作失敗和被受害者控告詐騙（第17集） |
| 譚焯升         | 少年甲           | 遇溺少年（第17集） |
| 黃耀英         |                  | 遇溺少年之朋友，送院後證實死亡（第17集） |

## 收視
本劇於香港無綫電視翡翠台及myTV SUPER7日跨平台總收視之紀錄：
| 週次 | 集數   | 日期                   | 收視率 | 備註                   |
| 1    | 1－5   | 2018年4月16日－4月20日 | 23點   | 星期一至五總收視23.1點 |
| 2    | 6－10  | 2018年4月23日－4月27日 | 22點   | 星期一至五總收視22.4點 |
| 3    | 11－15 | 2018年4月30日－5月4日  | 21點   | 星期一至五總收視21.4點 |
| 4    | 16－20 | 2018年5月7日－5月11日  | 23點   | 星期一至五總收視23.2點 |
| 全劇 | 全劇   | 全劇                   | 22點   | 平均收視22.25點        |

## 獎項

### 萬千星輝頒獎典禮2018
| 獎項                        | 單位                | 結果 |
| --------------------------- | ------------------- | ---- |
| 最佳剧集                    | 棟仁的時光          | 提名 |
| 最佳女主角                  | 唐詩詠              | 提名 |
| 最受欢迎电视女角色          | 程敏琦（唐詩詠 饰） | 提名 |
| 最喜愛TVB男主角（新加坡）   | 袁偉豪              | 獲獎 |
| 最喜愛TVB女主角（新加坡）   | 唐詩詠              | 提名 |
| 最喜愛TVB男主角（馬來西亞） | 袁偉豪              | 獲獎 |
| 最喜愛TVB女主角（馬來西亞） | 唐詩詠              | 提名 |

### 觀眾在民間電視大奬2018
| 獎項             | 單位                | 結果                     |
| ---------------- | ------------------- | ------------------------ |
| 民選最佳女主角   | 唐詩詠              | 提名                     |
| 民選最佳男配角   | 胡鴻鈞              | 提名（最後五強，第五名） |
| 民選最佳電視歌曲 | 最難忘一天 - 胡鴻鈞 | 提名                     |

## 軼事
- 此劇是王歌慧的告別作。
- 此劇是唐詩詠與袁偉豪繼《鐵馬戰車》後再度飾演情侶。

## 記事
- 2017年5月12日：此劇於12:30在將軍澳電視廣播城一廠Common Room舉行造型記者會。[4][5][6]
- 2017年5月31日：此劇於晚上在柴灣街頭進行外景拍攝，參與演員：袁偉豪、朱晨麗及許家傑等。[7]
- 2017年6月2日：此劇於晚上在石澳海灘進行外景拍攝，參與演員：唐詩詠、袁偉豪及范文雅。[8]
- 2017年6月6日：此劇於20:15在西貢大街33-39號地舖勝記海鮮酒家對出空地進行外景拍攝，參與演員：唐詩詠、袁偉豪、朱晨麗、黃長興、林子善及賴慰玲等。[9][10]
- 2017年7月10日：此劇於15:26在元朗南生圍進行外景拍攝，參與演員：唐詩詠、袁偉豪等。[11]
- 2018年4月6日：此劇於12:30在尖沙咀碼頭近五枝旗桿舉行「動人の吻」宣傳活動。
- 2018年4月16日：此劇於15:00在尖沙咀梳士巴利道3號星光行2樓誠品生活L203號舖咖啡事多舉行「偷時間咖啡室」宣傳活動。
- 2018年4月20日：此劇於13:00在中環遮打道行人路舉行「偷時間派福利」宣傳活動。
- 2018年5月5日：此劇於13:00在鑽石山龍蟠街3號荷里活廣場一樓明星廣場舉行「時間保衛戰」宣傳活動。

## 外部連結
- 棟仁的時光 - myTV SUPER[]
- 棟仁的時光 新劇解構 - TVBUSA （页面存档备份，存于）
- 豆瓣电影上《棟仁的時光》的資料 （简体中文）
- Gimy TV《棟仁的時光》線上看

## 電視節目的變遷

### 香港播放
| 香港 無綫電視翡翠台 星期一至五 21:30 - 22:30 | 香港 無綫電視翡翠台 星期一至五 21:30 - 22:30 | 香港 無綫電視翡翠台 星期一至五 21:30 - 22:30 |
| -------------------------------------------- | -------------------------------------------- | -------------------------------------------- |
|                                              | 棟仁的時光 （2018-04-16 - 2018-05-11）       |                                              |
| 果欄中的江湖大嫂 （2018-03-05 - 2018-04-13） | 飛虎之潛行極戰 （2018-05-14 - 2018-06-22）   |                                              |

| 美国 TVB1 黃金劇場 星期一至五 22:00-23:00 東岸時間 | 美国 TVB1 黃金劇場 星期一至五 22:00-23:00 東岸時間 | 美国 TVB1 黃金劇場 星期一至五 22:00-23:00 東岸時間 |
| -------------------------------------------------- | -------------------------------------------------- | -------------------------------------------------- |
|                                                    | 棟仁的時光 (2019.07.03 - 2019.07.30)               |                                                    |
| 隱世者們 (2019.06.05 - 2019.07.02)                 | 飛虎之潛行極戰 (2019.07.31 - 2019.09.10)           |                                                    |

| 香港無綫電視翡翠台 星期一至五 14:45－15:45 | 香港無綫電視翡翠台 星期一至五 14:45－15:45 | 香港無綫電視翡翠台 星期一至五 14:45－15:45 |
| ------------------------------------------ | ------------------------------------------ | ------------------------------------------ |
|                                            | 棟仁的時光 （2021年1月5日－2021年2月1日）  |                                            |
| 熟男有惑 （2020年12月8日－2021年1月4日）   | 牛下女高音 （2021年2月2日－2021年3月15日） |                                            |

### 香港以外地區播放
| 马来西亚 Astro AOD、Astro AOD HD 星期一至五 21:30 - 22:15 | 马来西亚 Astro AOD、Astro AOD HD 星期一至五 21:30 - 22:15 | 马来西亚 Astro AOD、Astro AOD HD 星期一至五 21:30 - 22:15 |
| --------------------------------------------------------- | --------------------------------------------------------- | --------------------------------------------------------- |
|                                                           | 棟仁的時光 （2018-04-16 - 2018-05-11）                    |                                                           |
| 果欄中的江湖大嫂 （2018-03-05 - 2018-04-13）              | 飛虎之潛行極戰 （2018-05-14 - 2018-06-22）                |                                                           |

| 新加坡 HUB戲劇首選 星期一至五 21:30 - 22:30  | 新加坡 HUB戲劇首選 星期一至五 21:30 - 22:30 | 新加坡 HUB戲劇首選 星期一至五 21:30 - 22:30 |
| -------------------------------------------- | ------------------------------------------- | ------------------------------------------- |
|                                              | 棟仁的時光 （2018-04-16 - 2018-05-11）      |                                             |
| 果欄中的江湖大嫂 （2018-03-05 - 2018-04-13） | 飛虎之潛行極戰 （2018-05-14 - 2018-06-22）  |                                             |

| 澳洲 無綫翡翠台 星期二至六 21:30 - 22:30     | 澳洲 無綫翡翠台 星期二至六 21:30 - 22:30   | 澳洲 無綫翡翠台 星期二至六 21:30 - 22:30 |
| -------------------------------------------- | ------------------------------------------ | ---------------------------------------- |
|                                              | 棟仁的時光 （2018-04-17 - 2018-05-12）     |                                          |
| 果欄中的江湖大嫂 （2018-03-06 - 2018-04-14） | 飛虎之潛行極戰 （2018-05-15 - 2018-06-23） |                                          |

| 新加坡 HUB娛家戲劇台 星期一至四 22:30－00:15 時段 | 新加坡 HUB娛家戲劇台 星期一至四 22:30－00:15 時段 | 新加坡 HUB娛家戲劇台 星期一至四 22:30－00:15 時段 |
| ------------------------------------------------- | ------------------------------------------------- | ------------------------------------------------- |
|                                                   | 棟仁的時光 （2018-06-20－2018-07-05）             |                                                   |
| 果欄中的江湖大嫂 （2018-05-24－2018-06-19）       | 飛虎之潛行極戰 （2018-07-09 - 2018-08-01）        |                                                   |

| 越南 SCTV9 星期一至五晚 20:00－21:00         | 越南 SCTV9 星期一至五晚 20:00－21:00       | 越南 SCTV9 星期一至五晚 20:00－21:00 |
| -------------------------------------------- | ------------------------------------------ | ------------------------------------ |
|                                              | 棟仁的時光 （2018-04-16 - 2018-05-11）     |                                      |
| 果欄中的江湖大嫂 （2018-03-05 - 2018-04-13） | 飛虎之潛行極戰 （2018-05-14 - 2018-06-22） |                                      |

| Astro華麗台、Astro華麗台HD 星期一至五 20:30－21:30 時段 | Astro華麗台、Astro華麗台HD 星期一至五 20:30－21:30 時段 | Astro華麗台、Astro華麗台HD 星期一至五 20:30－21:30 時段 |
| ------------------------------------------------------- | ------------------------------------------------------- | ------------------------------------------------------- |
|                                                         | 棟仁的時光 （2019-07-19－2019-08-15）                   |                                                         |
| 波士早晨 （2019-06-28－2019-07-18）                     | 翻生武林 （2019-08-16－2019-09-12）                     |                                                         |

| 新加坡 HUB都會台 星期一至五 17:00－18:00 | 新加坡 HUB都會台 星期一至五 17:00－18:00 | 新加坡 HUB都會台 星期一至五 17:00－18:00 |
| ---------------------------------------- | ---------------------------------------- | ---------------------------------------- |
|                                          | 棟仁的時光 （2023-03-23－2023-04-19）    |                                          |
| —                                        | 丫鬟大联盟 （2023-04-20 - 2023-05-10）   |                                          |